# 20070 Koichiyuko
20070 Koichiyuko (1993 XL) là một tiểu hành tinh vành đai chính được phát hiện ngày 8 tháng 12 năm 1993 bởi T. Kobayashi ở Oizumi.